# Maria Sophia Schellhammer
Maria Sophia Schellhammer (früher auch Schelhammer; getauft am 9. September 1647 in Helmstedt; † 1719 in Kiel) war eine deutsche Schriftstellerin, die vor allem als Verfasserin eines historisch bedeutenden Kochbuchs bekannt ist. Ihr Werk Die wol unterwiesene Köchinn, auch bekannt als Brandenburgisches Kochbuch, erschien zuerst 1692 und war eines der bedeutendsten und verbreitetsten Kochbücher der Zeit. Außerdem verfasste Schellhammer eine Ergänzung mit dem Schwerpunkt auf der Konfektküche und betätigte sich als Übersetzerin.

## Leben
Maria Schellhammer, geborene Conring, war die Tochter des Helmstedter Professors Hermann Conring und dessen Frau Anna Maria Stucke (1616–1694). Sie war eines von sechs Geschwistern. Conring war Schülerin von Magnus Daniel Omeis, der sie drei Jahre in Altdorf privat unterrichtete. Anschließend ging sie nach Nürnberg, wo sie eine umfassende Bildung in Geographie, Poesie, Mythologie und fremden Sprachen erhielt. Daneben versuchte sie sich auch in der Malerei. 1679 heiratete Conring den Helmstedter Medizin-Professor Günther Christoph Schelhammer, der ab 1689 in Jena und ab 1695 in Kiel lehrte. Das Paar hatte drei Töchter, eine davon war Henrica Maria (* 1684; † 28. Mai 1720).
Nach ihrer Verheiratung mit Schellhammer, der unter anderem Leibarzt von Herzog Friedrich IV. von Schleswig-Holstein-Gottorf war, wurde sie zu einer erfahrenen Hauswirtin, die sich die theoretischen und praktischen Aspekte der gehobenen Kochkunst aneignete. Insbesondere die Zubereitung von Früchten, Konfitüre, Gelees, zusammengesetzten Essigen und Speisen für Kranke interessierten sie. Ihr halfen dabei auch ihre Kenntnisse der Diätetik und der Chemie. Unterstützung erhielt sie durch ihren Mann, der sich ebenfalls schriftstellerisch betätigte und sich um die Herausgabe ihrer Bücher kümmerte. Aber auch als Gelehrte machte sie sich einen Namen, so schreibt Christian Gottlieb Jöcher in seinem Allgemeinen Gelehrten-Lexicon im Artikel über Günther Christoph Schelhammer auch zu dessen Frau, „die wegen ihrer Erfahrenheit in der französischen Sprache, Sphäric, Geographie, Historie und Poesie berühmt ist, [und] auch ein paar Koch-Bücher heraus gegeben hat.“

## Geschwister
Ihre Geschwister waren:
- Anna Maria ⚭ Johann Saubert
- Chatarina Galathea (1639–1679) ⚭ Anthon Pauli, fürstlich Ostfriesischer Regierungsrat und Amtsverwalter
- Elisa Sophia († 11. April 1718) ⚭ 1. mit dem Amtmann Johann Conrad Schröter; 2. Christian Ernst Baron von Reichenbach, wurde als Dichterin und Übersetzerin bekannt.[3]
- Hermann Johann (1644–1695), wurde Jurist
- Johanne „Anna“ Juliana

## Schriftstellerische Tätigkeit

### Kochbücher

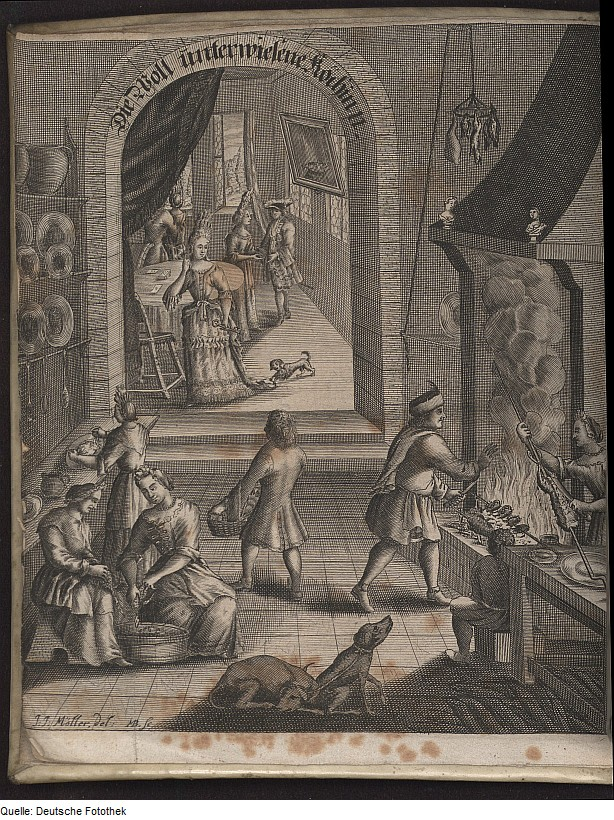
Titelkupfer der „wol unterwiesenen Köchinn“

1692 veröffentlichte Schellhammer eines der bekanntesten Kochbücher jener Zeit: Die wol unterwiesene Köchinn. Die Erstausgabe erschien in Braunschweig bei Kasper Gruber, der es Christine Luise von Oettingen-Oettingen, zu dieser Zeit Gräfin von Blankenburg, widmete. Als Autorenangabe fand sich lediglich der Hinweis „Von einer vornehmen Dame“ auf dem Titelblatt. In der zweiten Ausgabe von 1697 wurde diese Angabe durch die Initialen „M. S. S. G. C.“ („Maria Sophia Schellhammer, geborene Conrings“) ersetzt, die späteren Ausgaben nannten den vollen Namen auf dem Titelblatt. 1699 folgte die Schrift Der wohl-unterwiesenen Köchinn Zufälliger Confect-Tisch, nun von Anfang an unter vollständiger Namensnennung der Autorin. Das Werk war Rosine Elisabeth Menthe gewidmet, der morganatischen Ehefrau des Braunschweiger Fürsten Rudolf August.
Beide Bücher wurden wiederholt neu aufgelegt. Die wol unterwiesene Köchinn erschien in den Jahren nach der Ersterscheinung in insgesamt drei Neuauflagen (1697, 1704, 1713) im Verlag von Kasper Gruber, den nach seinem Tod 1695 zunächst die Witwe und ab 1702 deren neuer Ehemann Christoph Friedrich Fickel übernahmen. 1723 und 1732 folgten die fünfte und sechste Auflage im Verlag von Johann Andreas Rüdiger in Berlin, wobei der Text des Werḱes noch einmal deutlich erweitert wurde. Er umfasste nun insgesamt 1750 Rezepte, außerdem wurden die einleitenden Kapitel ergänzt und zwölf Kupferstiche hinzugefügt, die in Aufsichten die Anordnung des Geschirrs auf einer Tafel illustrieren. Außerdem wurde für die Ausgabe von 1723 dem bisherigen Titel noch der Vorsatz Das Brandenburgische Koch-Buch vorangestellt. Diese Bezeichnung ist allerdings nicht durch einen besonderen Bezug zur brandenburgischen Küche gerechtfertigt, mit Ausnahme eines Rezeptes von märkischen Rüben und einer ersten Erwähnung des Baumkuchens und der Frikadelle. Vermutlich diente der Titelzusatz lediglich dazu, durch einen lokalen Charakter des Buches die Vermarktung zu erleichtern. Schließlich erschien noch im Jahr 1887 eine neue Ausgabe des Kochbuchs. 1984 wurde ein photomechanischer Nachdruck sowohl des Brandenburgischen Koch-Buchs als auch des Zufälligen Confect-Tischs herausgegeben, jeweils nach der Auflage von 1723.
Die zwei Publikationen Schellhammers von 1697 und 1699 gehören „zu den ersten deutschen Sachbüchern, die nicht einen gelehrten Fachmann, sondern eine Hausfrau zum Verfasser haben.“ Gleichzeitig bilden sie eines der ersten deutschsprachigen Kochbücher, die sich klar an ein bürgerliches Publikum wandten. Die Verfasserin betont in dem Text sowohl, nicht die höfische Küche behandeln zu wollen, als auch, nicht für die einfache Bevölkerung, die Bauernküche und die untere Bürgerschaft, zu schreiben. Für ihre Zielgruppe fallen die Begriffe „Mittel-Stand“ und „mittelmäßige Haußhaltungen“, was in modernen Begriffen ungefähr dem „gehobene[n] Bürgertum“ entspricht, wobei Schellhammers Werk sich nicht an Berufsköche, sondern wie die Kochbücher von Anna Wecker und Susanna Eger an Hausfrauen, sowohl an Anfängerinnen bei der Speisenzubereitung als auch an „wohlerfahrene und geschickte Weiber“, richtete. Bei der von Schellhammer vermittelten Form der Esskultur handelte es sich um „Prestigeinnovationen“, die „hauptsächlich der kulturellen Selbstdarstellung des Großbürgertums“ in den norddeutschen Städten dienten.
Bei der Rezeptauswahl sowie den verwendeten Begriffen und Bezeichnungen sind entsprechend dieser allgemeinen gesellschaftlichen Entwicklungen der Entstehungszeit zahlreiche französische und teilweise auch holländische Einflüsse feststellbar. Neben den internationalen Gerichten, die reich auf exotische Zutaten zurückgreifen und für repräsentative Festtafeln vorgesehen sind, stehen aber auch einfache Alltagsrezepte, die häufig durch Schellhammers braunschweigisch-niedersächsische Herkunft beeinflusst sind und entsprechend auf lokal angebauten Produkten basieren. Hinzu kommen einige besonders bekömmliche, gesundheitsfördernde und sogar medizinische Rezepte. Zu den Kochrezepten kommen noch allgemeine Ausführungen über die Organisation und Zubereitung einer Mahlzeit, die Verwaltung und (auch personelle) Führung einer Küche sowie die Vorratshaltung und Konservierung.

### Weitere Schriften
Schellhammer betätigte sich neben ihrer Tätigkeit als Kochbuchautorin auch als Übersetzerin, laut dem Lexikon der deutschen Übersetzerinnen konkret von Dramen und Erzählungen aus dem Französischen und dem Italienischen, wobei die einzelnen Zuschreibungen aufgrund von Verwechslungen mit ihrer Schwester und ihrer Tochter (die ebenfalls als Übersetzerinnen tätig waren) widersprüchlich seien. Die restliche Literatur nennt jedoch nur eine einzige sichere Übersetzung Schellhammers und außerdem noch eine, die in Wirklichkeit von ihrem Mann stammt. Klar bezeugt ist ihre Übertragung von Giovanni Boccaccios De casibus virorum illustrium aus dem Lateinischen; die deutsche Fassung trägt den Titel Des Glückes Wankelmuth und erschien im Jahr 1699. Das 1706 in deutscher Fassung erschienene Schauspiel Alexander der Große des französischen Dramatikers Jean Racine dagegen wird im Katalog der Leipziger Neujahrsmesse von 1706 (und daraus resultierend auch teilweise in der Literatur) zwar als Übersetzung von Schellhammer angegeben, stammte aber wohl von ihrem Gatten. Die ältere Literatur deutete die Ankündigung im Messekatalog sogar so, dass Schellhammer das Stück selbst verfasst und nicht etwa übersetzt habe. Außerdem ist dort von Gedichten Schellhammers die Rede, die jedoch anscheinend nicht im Druck erschienen sind.

## Schriften
- Die wol unterwiesene Köchinn/ Das ist: Unterricht/ Wie man alle Speisen/ so nur in Teutschland bekant seyn mögen/ aufs füglichste zubereiten/ schmakhafte Suppen/ Potagen/ Pasteten/ Tarten und allerhand Gebakkenes machen/ nach der jetzt üblichen Art auftragen und anbringen/ auch Fleisch/ Fische/ Gartenfrüchte und andere Sachen &c. wol einmachen/ dürren oder verwahren solle/ samt vielen bisher wenig bekanten Kunstgriffen/ so in der Koch-Kunst ihren sonderbaren Nutzen haben. Gruber, Braunschweig 1697 (digital.slub-dresden.de; Neuausgabe: Berlin 1723).
- Der wohl-unterwiesenen Köchinn Zufälliger Confect-Tisch. Bestehend In Zubereitung allerhand Confecten/ zugerichten Früchten/ Säfften/ Weinen/ Aqvaviten/ Brandteweinen/ Bieren/ Eßigen und dergleichen &c. Gruber, Braunschweig 1700 (diglib.hab.de, digital.slub-dresden.de).